# 銀腹貪食鿳

銀腹貪食鿳（學名：Labracoglossa argenteiventris）也作銀腹貪食舵魚，為日鱸目蠍魚科貪食鿳屬的其中一種。傳統上歸類於舵魚科。
本魚分布於西北太平洋日本本州及九州海域，體長可達20公分，棲息在沿岸礁石區，以無脊椎動物為食，可做為食用魚。